# Aeroportul (film din 1970)
Aeroportul (titlul original: în engleză Airport) este un film dramatic de acțiune american, realizat în 1970 de regizorul George Seaton, după romanul omonim al scriitorului Arthur Hailey, protagoniști fiind actorii Burt Lancaster, Dean Martin, Jean Seberg și Jacqueline Bisset. 

## Distribuție
- Burt Lancaster – Mel Bakersfeld, directorul aerportului Lincoln International Airport lângă Chicago
- Dean Martin – cpt. Vernon Demerest, la Trans Global Airlines (TGA), cumnatul lui Bakersfeld
- Jean Seberg – Tanya Livingston, agent șef în relațiile cu pasagerii TGA, văduvă
- Jacqueline Bisset – Gwen Meighen, stewardesa șefă pe TGA Flight 2
- George Kennedy – Joe Patroni, mecanicul șef la Trans World Airlines pe Lincoln International
- Helen Hayes – Ada Quonsett, călătoarea clandestină în vârstă
- Van Heflin – D. O. Guerrero, antreprenorul eșuat (ultimul său rol de film)
- Maureen Stapleton – Inez Guerrero, soția lui D.O. Guerrero
- Barry Nelson – Anson Harris, căpitan pe TGA Flight 2
- Dana Wynter – Cindy, soția lui Bakersfeld
- Lloyd Nolan – Harry Standish, vameșul șef la U.S. Customs Service din aeroport
- Barbara Hale – Sarah, sora lui Bakersfeld, soția lui Demerest
- Gary Collins – Cy Jordan, inginer de zbor pe TGA Flight 2
- John Findlater – Peter Coakley, un agent TGA la îmbarcare, desemnat ca escorta dnei. Quonsett
- Jessie Royce Landis – dna. Mossman, pasagera încercând să strecoare articole prin vamă (ultimul ei rol de film)
- Larry Gates – Ackerman, șeful comisar al aeroportului Lincoln
- Peter Turgeon – Marcus Rathbone, un pasager coleric
- Whit Bissell – dl. Davidson, un pasager

## Premii și nominalizări
- 1971 – Premiile Oscar
  - Cea mai bună actriță în rol secundar lui Helen Hayes
  - Nominalizare Cel mai bun film lui Ross Hunter
  - Nominalizare Cea mai bună actriță în rol secundar lui Maureen Stapleton
  - Nominalizare Cel mai bun scenariu adaptat lui George Seaton
  - Nominalizare Cea mai bună imagine lui Ernest Laszlo
  - Nominalizare Cele mai bune decoruri lui Alexander Golitzen, E. Preston Ames, Jack D. Moore și Mickey S. Michaels
  - Nominalizare Cele mai bune costume lui Edith Head
  - Nominalizare Cel mai bun montaj lui Stuart Gilmore
  - Nominalizare Cel mai bun mixaj sonor lui Ronald Pierce și David H. Moriarty
  - Nominalizare Cea mai bună coloană sonoră lui Alfred Newman

- 1971 – Globul de Aur
  - Cea mai bună actriță în rol secundar lui Maureen Stapleton
  - Nominalizare Cel mai bun film dramatic
  - Nominalizare Cel mai bun actor în rol secundar lui George Kennedy
  - Nominalizare Cea mai bună coloană sonoră lui Alfred Newman
- 1971 – Premiile BAFTA
  - Nominalizare Cea mai bună actriță într-un rol secundar lui Maureen Stapleton

## Aprecieri
„ Lecție de solidaritate și voință dată de un regizor (inspirat din romanul omonim al lui Arthur Hailey), care știe să răscumpere timpul prea lung pentru ceea ce povestește, prin farmecul unor creații actoricești. Ca Helene Hayes (Premiu Oscar), în rolul unei bătrâne pasagere clandestine, personaj aflat la granița dintre poezie și grotesc, venit parcă din lumea pitorească a westernului în care diligența a fost înlocuită cu avionul. ”—T. Caranfil , Dicționar universal de filme 